# Dark Messiah of Might and Magic
Dark Messiah of Might and Magic (Dark Messiah of Might and Magic: Elements op Xbox 360) is een computerspel dat ontwikkeld is door Arkane Studios voor Ubisoft. Terwijl Arkane Studios de singleplayermodus van het spel ontwikkelde, heeft Kuji Entertainment de multiplayermodus ontwikkeld. De versie voor de Xbox 360 is geporteerd door Ubisoft Annecy. Het spel kwam uit op 27 oktober 2006 voor Windows en op 15 februari 2008 voor Xbox 360.

## Spelbeschrijving
Het spel speelt zich af in de heroïsche fantasiewereld Ashan, de locatie waar alle Might and Magic-spellen uitgegeven door Ubisoft zich afspelen. Dark Messiah is een first-person actie/RPG-spel met een hack and slash-speelwijze.
De singleplayer-campaign draait om het verhaal van de legendarische Duistere Messias (Dark Messiah), een kwaadaardige heer wiens komst al werd voorspeld door zieners. In dit deel van het spel neemt de speler de rol aan van een personage dat is opgeleid door een beroemde meester. Wanneer het spel vordert, ontwikkelt dit personage zich en wordt sterker. De speler moet enkele strategieën en vaardigheden leren en komt onder andere goblins, orcs, ondoden en ander helpers van de duisternis tegen.
Er is ook een multiplayermodus, waarin de spelers tegen elkaar vechten in teams. De multiplayermodus is gebaseerd op klassen en promoot teamwork. De spelers moeten gebieden veroveren en hun vijanden daar verslaan. De multiplayermodus van Dark Messiah wordt qua stijl vaak beschreven als een kruising tussen een snelle first-personshooter zoals Counter-Strike en een first-person-RPG zoals The Elder Scrolls 4 The Elder Scrolls IV: Oblivion.

## Speelwijze en kenmerken
Het belangrijkste kenmerk van Dark Messiah is de geavanceerde kunstmatige intelligentie van computergestuurde tegenstanders, manipulatie van de omgeving, het gevechtssysteem en de multiplayermodus. Dit alles wordt mede mogelijk gemaakt door de Source Engine.

### Kunstmatige intelligentie
Arkane Studios beschrijft de intelligentie van de computergestuurde tegenstanders als “als de speler het kan, kunnen zijn vijanden het ook”. De speler is in Dark Messiah niet langer de enige die realistisch en op een intelligente manier kan aanvallen en verdedigen. Dit maakt dat het spel een stuk lastiger en uitdagender is dan voorgaande spellen.

### Omgeving manipulatie
Het spel bevat een groot aantal verwoestbare omgevingen die kunnen helpen in gevechten. Dit is exact dezelfde "engine" (soort opbouw van een game) als Half-Life 2 waar ook de omgeving om de speler heen verschuift en verwoest kan worden. 

### Gevechtssysteem
De gevechten in Dark Messiah wijken wat verder af van de RPG-gevechtselementen en gebruiken een speciaal systeem om speciale gebeurtenissen en animaties te activeren. Dit houdt in dat “een aanval blokkeren”, “toeslaan” en speciale bewegingen allemaal realistische animaties hebben die bij de situatie passen. Het vechtsysteem is vergelijkbaar met het vechtsysteem van The Elder Scrolls IV: Oblivion.
Een speler kan veel verschillende gevechtsbewegingen uitvoeren (blokkeren, ontwapenen, verlammen, steken, schilden breken enz…). Daarnaast beschikt een speler over veel verschillende wapens en, zoals in veel spelen uit dit genre, magische aanvallen. Zo zijn er de standaard magische aanvallen zoals “Ice blast” en “fireballs”, maar ook speciale die pas later worden geleerd zoals “telekinesis”.

### Personageontwikkeling
Er zijn geen officiële klassen in Dark Messiah. In plaats daarvan kan een speler zijn personage ontwikkelen via een evolutiesysteem waarin hij punten verzamelt en besteedt om de vaardigheden van zijn personage te vergroten. Dit zijn onder andere vaardigheden op het gebied van magie en gevechten. Ook dienen deze punten om nieuwe vaardigheden te ontsluiten. Deze “upgradepunten” kan de speler niet verkrijgen door vijanden te verslaan. In Dark Messiah verdient de speler deze punten door opdrachten uit te voeren en zijn doelen te halen. Dit is gedaan om te zorgen dat de verschillende speelstijlen die de speler kan kiezen gebalanceerd zijn en de ene klasse niet sneller sterk wordt dan de andere klassen.
De speler hoeft niet per se een speelstijl te kiezen voor het spel. Sterker nog, door het gebrek aan vaste klassen kan een speler zijn personage werkelijk alle kanten op laten ontwikkelen. Het is alleen niet mogelijk om alle vaardigheden en speelstijlen op het master niveau te beheersen. Ook is er het gevaar dat als een speler niet oplet en vooruitdenkt, hij zijn upgradepunten willekeurig verspreidt. Dit levert dan een personage op dat misschien zeer veel verschillende vaardigheden kent, maar elk van deze vaardigheden slechts op een laag niveau beheerst.

## Multiplayer
Dark Messiah bevat een nieuw type online multiplayer. Voor een RPG van dit formaat is dit een zeer speciale online multiplayer zijn omdat het de snelheid heeft van een first person shooter zoals Counter-strike, maar toch in RPG vorm en met tinten van The Elder Scrolls IV: Oblivion. Het spel loopt onder het programma Steam (dat van dezelfde makers is als Half-Life 2 en Counter-strike). 

### Het multiplayer klassensysteem
Het klassensysteem in multiplayer werkt voor het merendeel hetzelfde als het klasseloze systeem in de singleplayermodus, in die zin dat de speler een personage op dezelfde manier kan opbouwen en ontwikkelen met behulp van punten. Echter: in de multiplayermodus bestaan er wel vaste klassen en kan een personage niet vaardigheden uit verschillende klassen leren. Om succes te hebben, moet de speler een team opbouwen van verschillende personages. De personageklassen zijn:
- Huurmoordenaar (Assassin)

Hoewel ze fysiek zwak zijn, zijn huurmoordenaars zeer bedreven in sluipen en kunnen stil en onzichtbaar voortbewegen. Ze hebben een voordeel omdat ze kunnen sluipen maar ze doen ook enorme schade in één keer. Verder kunnen ze onverwacht toeslaan en vallen zetten.
- Krijger (Warrior)

De krijger vormt de frontlinie van een groep. Hij kan vechten met zwaard en schild en is sterker en minder kwetsbaar dan andere klassen. Omdat hij minder kwetsbaar is kan hij een groep van meerdere vijanden tegelijk aan. Ze zijn echter gelimiteerd in het gebruik van korteafstandswapens.
- Priester (Priest)

De priester kan zijn/haar team bijstaan door teamgenoten te genezen en spreuken te gebruiken. Ze zijn meer georiënteerd op verdedigen dan op aanvallen, in tegenstelling tot de magiër. Verder kan een priesteres onzichtbare vijanden zien waarmee ze vijandelijke huurmoordenaars makkelijker kan bevechten.
- Magiër (Mage)

De magiër is gespecialiseerd in krachtige aanvalsspreuken. Net als priesters moeten ze echter beschermd worden tegen vijandelijke aanvallen.
- De Boogschutter (the Archer)

Boogschutters zijn de sluipschutters van de groep en zijn gespecialiseerd in langeafstandsaanvallen.

## Multiplayerspelmodi
Er zullen een aantal spelmodi beschikbaar zijn in de Dark Messiah multiplayer waaronder deathmatch en team deathmatch. Verder kent Dark Messiah twee unieke modi:
- Warfare Mode

In Warfare-gevechten is het doel om het vijandige kasteel in te nemen. Dit is gelijk aan de opdrachten die in battlefieldspellen worden gevonden. Er zijn twee teams van 16 spelers.
- Crusade Mode

In Crusade- of kruisvaardermodus, de online campaign, worden de resultaten van online gevechten meegenomen naar de volgende ronde (dus aantal ervaringspunten, verkregen vaardigheden enz.). Naarmate een team meer rondes wint komen ze dichter bij het uiteindelijke doel, maar een ronde verliezen betekent dat het team een stap terug moet doen naar het vorige level.